# Шевелёвка (Харьковская область)
Шевелёвка (укр. Шевелівка) — село,
Шевелевский сельский совет,
Балаклейский район,
Харьковская область.
Код КОАТУУ — 6320287401. Население по переписи 2001 г. составляет 1137 (564/573 м/ж) человек.
Является административным центром Шевелевского сельского совета, в который не входят другие населённые пункты.

## Географическое положение
Село Шевелевка находится в месте впадения реки Викнина в реку Чепель.
Рядом проходит автомобильная дорога Т-2110.
В 2-х км находятся села
Гусаровка,
Асеевка и
Поповка.
Рядом находятся вымершие населённые пункты Новая Павловка и Орлиноярское.

## Экономика
На территории села располагается ООО «Ричленд инвест», специализирующееся на выращивании зерновых и технических культур.
На территории села располагается ООО «Интернет-издание Балаклея», предприятие специализируется в области СМИ (Журналистики, написание статей в своем издании, оперативные новости города Балаклея и района) по территории Балаклейского района

## Достопримечательности
- Братская могила советских воинов. Похоронено 69 воинов.